# Stenotabanus bequaerti
Stenotabanus bequaerti är en tvåvingeart som beskrevs av Rafael, Fairchild och Goarayeb 1982. Stenotabanus bequaerti ingår i släktet Stenotabanus och familjen bromsar. Inga underarter finns listade i Catalogue of Life.